# Illya Kuryaki and the Valderramas
Illya Kuryaki and the Valderramas sau IKV este o formație argentiniană de rock, hip-hop, funk și soul, formată în Buenos Aires, Argentina. 
Membrii formației sunt Dante Spinetta și Emmanuel Horvilleur.

## Discografie
Formația a lansat 8 albume:
- Fabrico cuero (1991)
- Horno para calentar los mares (1993)
- Cartuchera porno (inedit) (1994)
- Chaco (1995)
- Versus (1997)
- Leche (1999)
- Kuryakistan (2001)
- Chances (2012)

## Singles
- Fabrico Cuero
- Es tuya Juan
- No Way José
- Virgen de Riña
- Abarajame
- Jaguar House
- Abismo
- Húmeda
- Remisero
- Ninja Mental
- Lo primal del viento
- Expedición al Klama Hama
- Jugo
- Trewa
- Coolo
- Jennifer del Estero
- Latin Geisha
- Robot (Inedit)
- Lo que nos mata (Soundtrack din film Plata Quemada)
- Miel
- Ula Ula
- Adelante